# گاودول
گاودول یک روستا در ایران است که در دهستان خانندبیل شرقی واقع شده‌است. گاودول ۱۰۰ نفر جمعیت دارد.